# My Tiny Senpai
My Tiny Senpai (jap. うちの会社の小さい先輩の話 Uchi no kaisha no chiisai senpai no hanashi) – manga autorstwa Saisō, publikowana w magazynie internetowym „Storia Dash” wydawnictwa Takeshobō od kwietnia 2020. Na jej podstawie studio Project No.9 wyprodukowało serial anime, który emitowano od lipca do października 2023.

## Fabuła
Historia opowiada o Takumie Shinozakim i Shiori Katase, którzy pracują razem w biurze. Shiori jest doświadczoną pracownicą, która z życzliwością opiekuje się Takumą. Na początku mężczyzna myśli, że Shiori jest dla niego miła tylko z obowiązku, ale z czasem zaczyna zauważać, że jej dobroć może wynikać ze skrywanych przez nią uczuć i motywów.

## Bohaterowie
- Shiori Katase (jap. 片瀬 詩織里 Katase Shiori)

Seiyū: Hina Tachibana 
- Takuma Shinozaki (jap. 篠崎 拓馬 Shinozaki Takuma)

Seiyū: Yūki Shin 
- Chihiro Akina (jap. 秋那 千尋 Akina Chihiro)

Seiyū: Nobunaga Shimazaki 
- Chinatsu Hayakawa (jap. 早川 千夏 Hayakawa Chinatsu)

Seiyū: Yumiri Hanamori 
- Yutaka Shinozaki (jap. 篠崎 豊 Shinozaki Yutaka)

Seiyū: Mikako Komatsu 

## Manga
Pierwszy rozdział mangi opublikowano 3 kwietnia 2020 w magazynie internetowym „Storia Dash”. Następnie wydawnictwo Takeshobō rozpoczęło zbieranie rozdziałów do wydań w formacie tankōbon, pierwszy tom ukazał się zaś 30 października tego samego roku. Według stanu na 17 lutego 2025, do tej pory wydano 10 tomów.
| Nr | Data wydania (język japoński) | ISBN (język japoński)  |
| -- | ----------------------------- | ---------------------- |
| 1  | 30 października 2020          | ISBN 978-4-80-197105-9 |
| 2  | 27 maja 2021                  | ISBN 978-4-80-197306-0 |
| 3  | 30 listopada 2021             | ISBN 978-4-80-197476-0 |
| 4  | 30 kwietnia 2022              | ISBN 978-4-80-197615-3 |
| 5  | 17 października 2022          | ISBN 978-4-80-197867-6 |
| 6  | 17 kwietnia 2023              | ISBN 978-4-80-198009-9 |
| 7  | 14 września 2023              | ISBN 978-4-80-198156-0 |
| 8  | 17 lutego 2024                | ISBN 978-4-80-198247-5 |
| 9  | 17 sierpnia 2024              | ISBN 978-4-80-198384-7 |
| 10 | 17 lutego 2025                | ISBN 978-4-80-198556-8 |

## Anime
Adaptacja w formie telewizyjnego serialu anime została zapowiedziana 17 października 2022. Za produkcję odpowiadało studio Project No.9, a za reżyserię Mitsutoshi Satō. Scenariusz napisali Keiichirō Ōchi, Yasuko Aoki i Satoru Sugizawę, postacie zaprojektowali Hayato Hashiguchi i Hiromi Ogata, a muzykę skomponowała Sumika Horiguchi. Seria była emitowana od 2 lipca do 1 października 2023 w bloku NUMAnimation stacji TV Asahi. Motyw otwierający, zatytułowany „Honey”, wykonuje Tōya Kobayashi, końcowy zaś, „Sugar”, zaśpiewała YU-KA. Prawa do streamingu serii nabył Crunchyroll.

## Odbiór
W 2020 roku seria zajęła 11. miejsce w konkursie Next Manga Award w kategorii manga internetowa.